# Vukovi (vojna jedinica, Vojska Republike Makedonije)
Vukovi (mak. Волци; tra. Volci) su specijalna vojna jedinica makedonskih oružanih snaga. Vojna jedinica je sudjelovala u sukobima koje je 2001. uzrokovala lokalna albanska separatistička grupa Oslobodilačka nacionalna armija. Također, Vukovi su dali svoj doprinos i koalicijskim snagama u Ratu u Iraku početkom 2003. te su tamo nastavili djelovati do 2008.

## Vanjske poveznice
- Službene web stranice Ministarstva obrane Republike Makedonije  Arhivirana inačica izvorne stranice od 18. veljače 2022. (Wayback Machine)